# Brendan Lane
Brendan Gerald Lane (Montpelier, 19 novembre 1990) è un ex cestista statunitense.